# Juan Simón
Juan Simón, né le 2 mars 1960 à Rosario, est un footballeur argentin qui évoluait au poste de défenseur. 

## Biographie
Il débute au Newell's Old Boys en 1977 puis effectue la suite de sa carrière en France, à l'AS Monaco de 1983 à 1986 puis au RC Strasbourg de 1986 à 1988 avant de rejoindre Boca Juniors et d'y finir sa carrière.
International argentin (13 sélections), il est finaliste de la Coupe du monde 1990 en Italie avec la sélection argentine.

## Palmarès
- Vainqueur de la Coupe de France 1985 avec l'AS Monaco
- Finaliste de la Coupe du monde 1990 avec l'Argentine
- Finaliste de la Coupe de France 1984 avec l'AS Monaco
- Vainqueur de la Recopa Sudamericana en 1989 avec Boca Juniors
- Vainqueur de la Supercopa Sudamericana en 1989 avec Boca Juniors
- Champion d'Argentine (Apertura) en 1992 avec Boca Juniors